# Alfon González
Alfonso González Martínez, noto anche con lo pseudonimo di Alfon (Albacete, 4 maggio 1999), è un calciatore spagnolo, attaccante del Siviglia.

## Carriera
Alfon è cresciuto nel settore giovanile dell'Albacete ed ha debuttato in prima squadra il 14 maggio 2017 nell'incontro di Segunda División B pareggiato 0-0 contro il Real M. Castilla. Utilizzato principalmente dalla formazione B, il 29 agosto 2018 è stato ceduto in prestito all'Inter de Madrid e l'anno successivo, dopo aver rinnovato il contratto, è passato con la stessa formula al Getafe che lo ha assegnato alla seconda squadra.
Il 21 agosto 2020 è passato sempre in prestito al Celta Vigo, finendo anche in questo caso nella squadra B. Ha debuttato con la prima squadra il 5 gennaio 2021 sostituendo Emre Mor nell'incontro di Coppa del Re perso 5-2 contro l'Ibiza ed al termine della stagione è stato riscattato.
Il 27 giugno 2022 è passato in prestito al Racing Santander, ma dopo soli sei mesi ha cambiato squadra passando al Real Murcia fino al termine della stagione. Nella stagione 2023-2024 ha militato nel Celta B dove si è messo in mostra segnando 15 reti in 40 partite guadagnandosi la promozione in prima squadra in vista della stagione successiva.
Dopo una stagione trascorsa interamente in prima squadra si trasferisce a titolo gratuito al Siviglia.

## Statistiche

### Presenze e reti nei club
Statistiche aggiornate al 19 ottobre 2024
| Stagione        | Squadra          | Campionato      | Campionato | Campionato | Coppe nazionali | Coppe nazionali | Coppe nazionali | Coppe continentali | Coppe continentali | Coppe continentali | Altre coppe | Altre coppe | Altre coppe | Totale | Totale | Totale |
| Stagione        | Squadra          | Comp            | Pres       | Reti       | Comp            | Pres            | Reti            | Comp               | Pres               | Reti               | Comp        | Pres        | Reti        | Pres   | Reti   |        |
| --------------- | ---------------- | --------------- | ---------- | ---------- | --------------- | --------------- | --------------- | ------------------ | ------------------ | ------------------ | ----------- | ----------- | ----------- | ------ | ------ | ------ |
| 2016-2017       | Albacete B       | TD              | 21         | 3          | -               | -               | -               | -                  | -                  | -                  | -           | -           | -           | 21     | 3      |        |
| 2017-2018       | Albacete B       | SDB             | 35         | 8          | -               | -               | -               | -                  | -                  | -                  | -           | -           | -           | 35     | 8      |        |
| 2016-2017       | Albacete         | SDB             | 1          | 0          | CR              | 0               | 0               | -                  | -                  | -                  | -           | -           | -           | 1      | 0      |        |
| 2018-2019       | Inter de Madrid  | SDB             | 24         | 5          | CR              | 1               | 0               | -                  | -                  | -                  | -           | -           | -           | 25     | 5      |        |
| 2019-2020       | Getafe B         | SDB             | 21         | 3          | -               | -               | -               | -                  | -                  | -                  | -           | -           | -           | 21     | 3      |        |
| 2020-2021       | Celta Vigo B     | SDB             | 17         | 5          | -               | -               | -               | -                  | -                  | -                  | -           | -           | -           | 17     | 5      |        |
| 2021-2022       | Celta Vigo B     | PDR             | 35         | 8          | -               | -               | -               | -                  | -                  | -                  | -           | -           | -           | 35     | 8      |        |
| 2020-2021       | Celta Vigo       | PD              | 2          | 0          | CR              | 1               | 0               | -                  | -                  | -                  | -           | -           | -           | 3      | 0      |        |
| 2022-gen. 2023  | Racing Santander | SD              | 8          | 0          | CR              | 1               | 0               | -                  | -                  | -                  | -           | -           | -           | 9      | 0      |        |
| gen.-giu. 2023  | Real Murcia      | PF              | 15         | 0          | CR              | 0               | 0               | -                  | -                  | -                  | -           | -           | -           | 15     | 0      |        |
| 2023-2024       | Celta Vigo B     | PF              | 40         | 15         | -               | -               | -               | -                  | -                  | -                  | -           | -           | -           | 40     | 15     |        |
| 2024-2025       | Celta Vigo       | PD              | 5          | 0          | CR              | 0               | 0               | -                  | -                  | -                  | -           | -           | -           | 5      | 0      |        |
| Totale carriera | Totale carriera  | Totale carriera | 224        | 47         |                 | 3               | 0               |                    | -                  | -                  |             | -           | -           | 227    | 47     |        |